# Timi
Timi (gr. Τίμη) – wieś w Republice Cypryjskiej, w dystrykcie Pafos. W 2011 roku liczyła 1220 mieszkańców.
W pobliżu Timi znajduje się międzynarodowy port lotniczy Pafos. Miejscowość słynie z lokalnego specjału kulinarnego - sera halloumi.